# Sciarpa Littorio
La Sciarpa Littorio è stata un'onorificenza del Partito Nazionale Fascista, istituita all'inizio nel febbraio 1939.

## Descrizione
L'onorificenza fu istituita con foglio d'ordini n. 1271 del 25 febbraio 1939, in occasione del ventennale dell'istituzione dei Fasci di combattimento.
Erano considerati tre distinti requisiti per ottenerla:
- possesso del brevetto della marcia su Roma;
- aver ricoperto cariche politiche per almeno dieci anni, anche non consecutivi, di cui cinque come gerarca del Partito Nazionale Fascista o dei Gruppi universitari fascisti (Segretario, Componente il Direttorio dei G.U.F. e Fiduciario del N.U.F.) o dei Fasci giovanili di combattimento (Comandante in seconda e Comandante di Fascio giovanile) o della Opera nazionale balilla (Presidente di Comitato Provinciale e Comunale).
- aver prestato almeno dieci anni di servizio, anche non continuativi quale ufficiale della Milizia Volontaria per la Sicurezza Nazionale (in servizio permanente effettivo o nei quadri) o ufficiale della Gioventù italiana del littorio (Fasci giovanili di combattimento e Opera nazionale balilla).

Era considerato valido e computato doppio il periodo di servizio prestato nei reparti combattenti in Africa o in Spagna.
La decorazione consisteva in un nastro da portare a tracolla, largo 11 centimetri, con i colori di Roma (giallo e rosso).